# Hugo de Oliveira Ramos
Hugo de Oliveira Ramos (Lages, 21 de maio de 1890 — Rio de Janeiro, ) foi um advogado e político brasileiro.
Filho de Vidal José de Oliveira Ramos e Teresa Fiuza Ramos, casou com Juracy Fausto de Sousa, irmã de Celso Fausto de Sousa.
Foi deputado à Assembleia Legislativa de Santa Catarina na 8ª legislatura (1913 — 1915).
Estabeleceu-se como tabelião no Rio de Janeiro.